# Daniel Retamal
Daniel Enrique Retamal Vargas (Lo Barnechea, Chile, 17 de junio de 1995) es un futbolista chileno. Juega de Arquero por San Luis de la Primera B de Chile.

## Clubes
| Club                  | País  | Año       |
| --------------------- | ----- | --------- |
| Magallanes            | Chile | 2013-2016 |
| Coquimbo Unido        | Chile | 2016-2020 |
| San Marcos de Arica   | Chile | 2021      |
| Deportes Puerto Montt | Chile | 2022-2023 |
| Deportes Linares      | Chile | 2024      |
| San Luis              | Chile | 2024-Act. |

## Palmarés

### Títulos nacionales
| Título    | Equipo         | País  | Año  |
| --------- | -------------- | ----- | ---- |
| Primera B | Coquimbo Unido | Chile | 2018 |